# Jan-Waalke Meyer
Jan-Waalke Meyer (* 31. März 1945 in Varel; † 2. März 2023 in Frankfurt am Main) war ein deutscher Vorderasiatischer Archäologe und Professor am Institut für Archäologische Wissenschaften der Johann Wolfgang Goethe-Universität Frankfurt am Main. Seine Forschungstätigkeit konzentrierte sich besonders auf Tell Chuera (Nordsyrien), wo er 1998 die Grabungsleitung von Winfried Orthmann übernommen hatte.

## Leben
Nach seinem Abitur in Oldenburg (1968) studierte Meyer bis 1970 zunächst Germanistik und Geschichte an der Universität Hamburg, wechselte dann jedoch an die Albert-Ludwigs-Universität Freiburg, wo er zunächst für zwei Semester Kunstgeschichte und Klassische Archäologie studierte, dann aber zunächst weiterhin in Freiburg mit einem Studium der Vorderasiatischen Archäologie, Altorientalistik und Klassischen Archäologie begann, welches er 1979 dann an der Universität des Saarlandes in Saarbrücken abschloss. 1985 folgte die Promotion in Vorderasiatischer Archäologie mit einer Untersuchung zu den Tonlebermodellen aus dem Alten Orient, 1993 an der FU Berlin die Habilitation mit einer Arbeit zu den eisenzeitlichen Stempelsiegeln aus dem Amuq-Gebiet.
Nach einer Mitarbeit an der Ausgrabung in Kamid el-Loz war er 1973–1977 an der Ausgrabung des Tell Mumbaqat unter der Leitung von Winfried Orthmann und Alfred Werner Maurer beteiligt. Von 1979 bis 1990 wirkte er am Projekt in Halawa unter Leitung Winfried Orthmanns mit, zuletzt als Leiter der Grabungen auf dem Tell A. Nach einer Phase der Arbeitslosigkeit, die er für seine Habilitation nutzte, war er als Privatdozent an der Universität des Saarlandes tätig und wirkte zugleich unter Hartmut Kühne am Grabungsprojekt in Schech Hamad mit.
Von 1998 bis 2010 leitete er die Grabungen in Tell Chuera sowie parallel dazu Grabungen im nahegelegenen Kharab Sayyar, einem Fundort mit Besiedlung der Frühbronzezeit sowie der frühislamischen Zeit.
Ab Sommersemester 1996 war er bis zu seiner Emeritierung 2013 ordentlicher Professor an der Goethe-Universität. Mit Hans-Markus von Kaenel, Rüdiger Krause und Wulf Raeck gab er die Frankfurter Archäologischen Schriften heraus.
Meyer war mit der Archäozoologin Emmanuelle Vila-Meyer verheiratet.